# Герб лондонського району Кройдон
Герб лондонського району Кройдон — офіційний геральдичний герб лондонського округу Кройдон, наданий 10 грудня 1965 року.
Район було створено шляхом об'єднання округу Кройдон (надано герб у 1886 році) та міського округу Кулсдон і Перлі (надано герб у 1953 році), а герб було створено з використанням геральдики цих старих утворень.
Чорний хрест — це квітковий хрест, що означає, що кожна грань закінчується у формі геральдичної лілії. Хрест обтяжений п'ятьма золотими дисками, так званими безантами. Цей хрест був присутній на гербі округу Кройдон, до якого він ввійшов з герба архієпископа Джона Вітгіфта, який був благодійником міста Кройдон, де три школи є частиною його фонду. Схрещені мечі вказують на св. Павла, а схрещені ключі на ім'я св. Петра — на абатство св. Петра і св. Павла в Чертсі, якому було надано садибу Кулсдон у 727 році. Ключі також були присутні на гербі Кулсдона та Перлі, і вони також стосуються абатства Св. Петра Вінчестерського (пізніше перейменованого на Гайдське абатство), власника маєтку Сандерстед з 964 року.
Мурована корона — загальний геральдичний символ місцевої муніципальної влади в місті. З корони виходить геральдичний фонтан, символ води, зокрема джерела річки Вандл. Фонтан оточений гілками дуба та гілками бука, для дуба Пурлі та бука Пурлі, значних дерев у цій місцевості, які також були присутні на гербах Кулсдона та Пурлі.
Щитотримачі — чорний лев і срібний кінь. Лев походить із герба Кулсдона та Перлі і знову є посиланням на Гайдське абатство. Кінь із герба графів Суррейських, оскільки дві об'єднані організації були розташовані в Сурреї до того, як вони стали частиною Великого Лондона. Кройдон ніколи не був складовою частиною ради графства Суррей, а лише історичним графством. Рада округу Суррей і округ Кройдон (надання статусу округу) відбулися через Закон про місцеве самоврядування 1888 року та введений у дію 1 квітня 1889 року. Рада Кулсдона і Перлаі входила до складу старої ради графства Суррей.
Щитотримачі носять коміри, на кожному з яких висить хреста. Ці хрести взяті з герба Кентерберійської єпархії, знову нагадуючи про асоціацію з видом на Кройдонський палац, і три подібні хрести були зображені на гербі колишнього району графства.
Девіз Ad summa nitamur латиною означає «Давайте прагнути досконалості».